# Хорватия на «Детском Евровидении»
Хорватия на детском конкурсе песни Евровидение участвовала 5 раз (с 2003 по 2006, 2014). Пропустила участие в конкурсе с 2007 и 2013. Лучший результат в 2003 показал Дино Елушич с песней «Ti Si Moja Prva Ljubav», заняв 1 место и набрав 134 балла. В 2014 году Хорватия вернулась на конкурс, где её представительница Josie с песней «Game Over» заняла последнее, 16 место. В 2015 года Хорватия покинула конкурс снова. В 2025 году страна вернётся на конкурс.

## История
Хорватия была одной из 16 стран,которая участвовала в первом конкурсе Детского Евровидения в 2003 году.В первом конкурсе Хорватию представлял Дино Елушич с песней «Ti Si Moja Prva Ljubav» (Ты моя первая любовь).Именно он принёс своей стране первую победу,набрав 134 балла.В 2004 году Хорватию представляла Ника Туркович с песней «Hej Mali»(Привет, малыш).Она заняла 3 место с 126 баллами.В 2005 году её представляла Лорена Елушич с песней «Rock Baby»(«Рок девочка»).Она заняла 12 место с 36 баллами.В 2006 году её представил Матео Джидо с песней «Lea».Он занял 10 место с 50 баллами. В 2007 году она оказалась от участия.В 2014 году  она вернулась на конкурс.Её представила Джози с песней «Game Over»(«Игра окончена»).Она заняла 16 место с 13 баллами.Это является худшим результатом для страны на конкурсе.В 2015 году страна вновь отказалась от участия.   
В 2025 году страна вернётся на конкурс.  

## Участники
Победитель
     Второе место
     Третье место
     Четвертое место
     Пятое место
     Последнее место
     Не участвовала или была дисквалифицирована
     Несостоявшееся участие
| 2003                              | Копенгаген  | Дино Елушич   | «Ti Si Moja Prva Ljubav» | «Ты моя первая любовь» | Хорватский             | 1  | 134 |
| 2004                              | Лиллехаммер | Ника Туркович | «Hej Mali»               | «Привет, малыш»        | Хорватский             | 3  | 126 |
| 2005                              | Хасселт     | Лорена Елушич | «Rock Baby»              | «Рок девочка»          | Хорватский             | 12 | 36  |
| 2006                              | Бухарест    | Матео Джидо   | «Lea»                    | «Леа»                  | Хорватский             | 10 | 50  |
| Не участвовала с 2007 по 2013 год |             |               |                          |                        |                        |    |     |
| 2014                              | Марса       | Джози         | «Game Over»              | «Игра окончена»        | Хорватский, английский | 16 | 13  |
| Не участвовала с 2015 по 2024 год |             |               |                          |                        |                        |    |     |
| 2025                              | Тбилиси     | Марино Вргоч  |                          |                        |                        |    |     |

## Трансляция
| Год       | Вещатель                         | Комментаторы                     | Глашатаи                         |
| --------- | -------------------------------- | -------------------------------- | -------------------------------- |
| 2003      | HRT                              | неизвестно                       | TBA                              |
| 2004      | HRT 1                            | неизвестно                       | Буга                             |
| 2005      | HRT 1                            | неизвестно                       | Ника Туркович                    |
| 2006      | HRT                              | неизвестно                       | Лорена Елушич                    |
| 2007-2013 | Вещатель не транслировал конкурс | Вещатель не транслировал конкурс | Страна не участвовала в конкурсе |
| 2014      | HRT 2                            | неизвестно                       | Сара                             |
| 2015-2023 | Вещатель не транслировал конкурс | Вещатель не транслировал конкурс | Страна не участвовала в конкурсе |
| 2024      | HRT 2                            | Душко Чурлич, Ника Туркович      | Страна не участвовала в конкурсе |

## Отказ от проведения шоу
| Год  | Город проведения | Место проведения | Причина    | Окончательное место проведения |
| ---- | ---------------- | ---------------- | ---------- | ------------------------------ |
| 2004 | Загреб           |                  | Финансовая | Лиллехаммер                    |
| 2005 | Загреб           |                  | Неизвестно | Хасселт                        |

## Заявка на проведение шоу
| Год  | Город проведения | Место проведения | Окончательное место проведения |
| ---- | ---------------- | ---------------- | ------------------------------ |
| 2006 | Загреб           |                  | Бухарест                       |
| 2007 | Загреб           |                  | Роттердам                      |